# Paracelsus

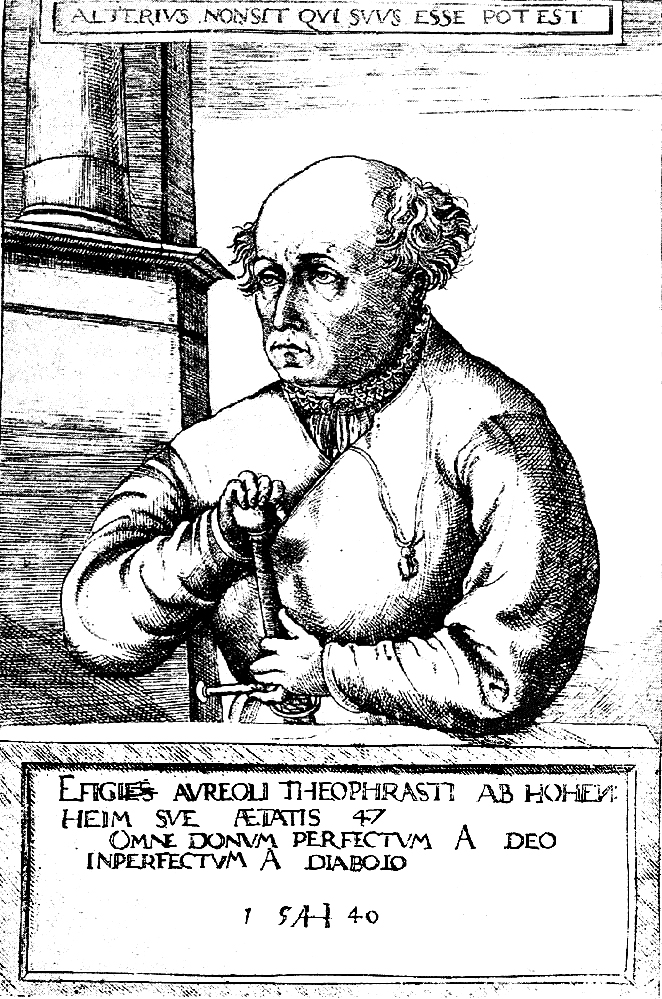
Paracelsus. Kupferstich von Augustin Hirschvogel, 1540

Theophrastus Bombast von Hohenheim, genannt Paracelsus (* 1493 oder 1494 in Egg, Kanton Schwyz; † 24. September 1541 in Salzburg; mit allen bezeugten Namen, die nie alle gleichzeitig vorkommen, Philippus Theophrastus Aureolus Bombast von Hohenheim), war ein Schweizer Arzt, Naturphilosoph, Naturmystiker, Alchemist, Laientheologe und Sozialethiker. Er wurde zu seiner Zeit vor allem als Arzt wahrgenommen und ist seit der zweiten Hälfte des 16. Jahrhunderts einer der berühmtesten europäischen Ärzte. Er kritisierte die für die Medizin seiner Zeit grundlegende 
hippokratisch-galenische Säftelehre und reformierte die Heilkunde, indem er chemisch-biologisch-dynamische Auffassungen und alchemistische Ideen in sie einführte. Er veröffentlichte seine Schriften statt in Latein meist in der deutschen Volkssprache.
Die populäre Vorstellung verbindet heute seinen Namen mit Naturheilkunde, Spagyrik und ganzheitlicher Medizin.
Der Name bzw. Beiname Paracelsus, wie er erstmals in astrologischen Veröffentlichungen 1529/1530 zu finden ist, könnte von altgriechisch παρα- para-, deutsch ‚neben‘ und lateinisch celsus ‚hoch‘ abgeleitet sein und somit eine gelehrte Übersetzung von „Hohenheim“ darstellen. Sicher ist diese Deutung jedoch nicht.
Für die Entwicklung der Heilkunde wurden die neuen Lehren des Paracelsus erst 20 Jahre nach seinem Tode wichtig, als sich in Basel eine bedeutende Paracelsusschule entwickelte. Die Anhänger des Theophrastus Bombast von Hohenheim bzw. seiner Lehren wurden als Paracelsisten (seine Gegner als Galenisten) bezeichnet, die Vertretung seiner Theorien als Paracelsismus (auch Paracelsianismus). Zu den frühen Paracelsisten zählen Alexander von Suchten, Michael Toxites, Gerhard Dorn, Adam von Bodenstein, Hieronymus Reusner, Heinrich Wolff, Johann Thölde und Leonhard Thurneisser.

## Leben
Theophrast von Hohenheim wurde bei der Teufelsbrücke an der Sihl, in der Nähe von Einsiedeln geboren. Das Geburtsjahr muss aus der Altersangabe auf den beiden Porträts von 1538 und 1540 errechnet werden, neben dem eingebürgerten Datum 1493 ist auch 1494 möglich. Der Vater, Wilhelm (* vermutlich 1457, † 8. September 1534), unehelicher Spross des Johanniterkomturs Georg Bombast von Hohenheim aus dem kleinen schwäbischen Adelsgeschlecht Bombast von Hohenheim, war Arzt. Über die Mutter, eine Hörige des Klosters Einsiedeln, ist fast nichts bekannt. Paracelsus, wie er sich später nannte, war Einzelkind. Mit Rufnamen hieß er nach dem griechischen Arzt und Naturforscher Theophrastus; Philippus kommt nur in seiner Grabinschrift vor und war vielleicht sein zweiter, christlicher Taufname. Aureolus schließlich ist nur spärlich bezeugt und bisher nicht überzeugend erklärt. Den Beinamen Paracelsus legte er sich selbst zu, er ist erstmals 1529 belegt.

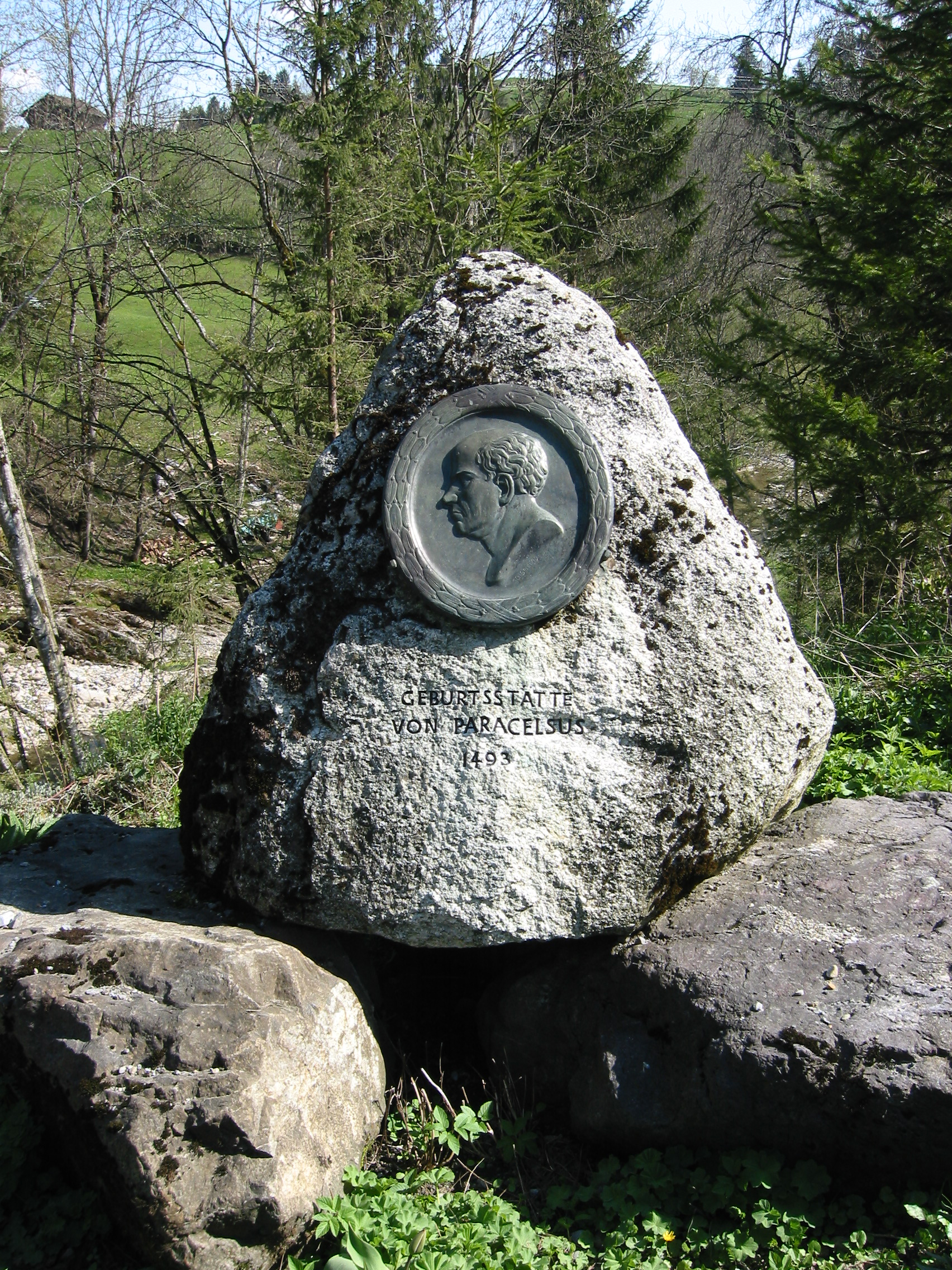
Gedenkstein am Geburtsort nahe Einsiedeln

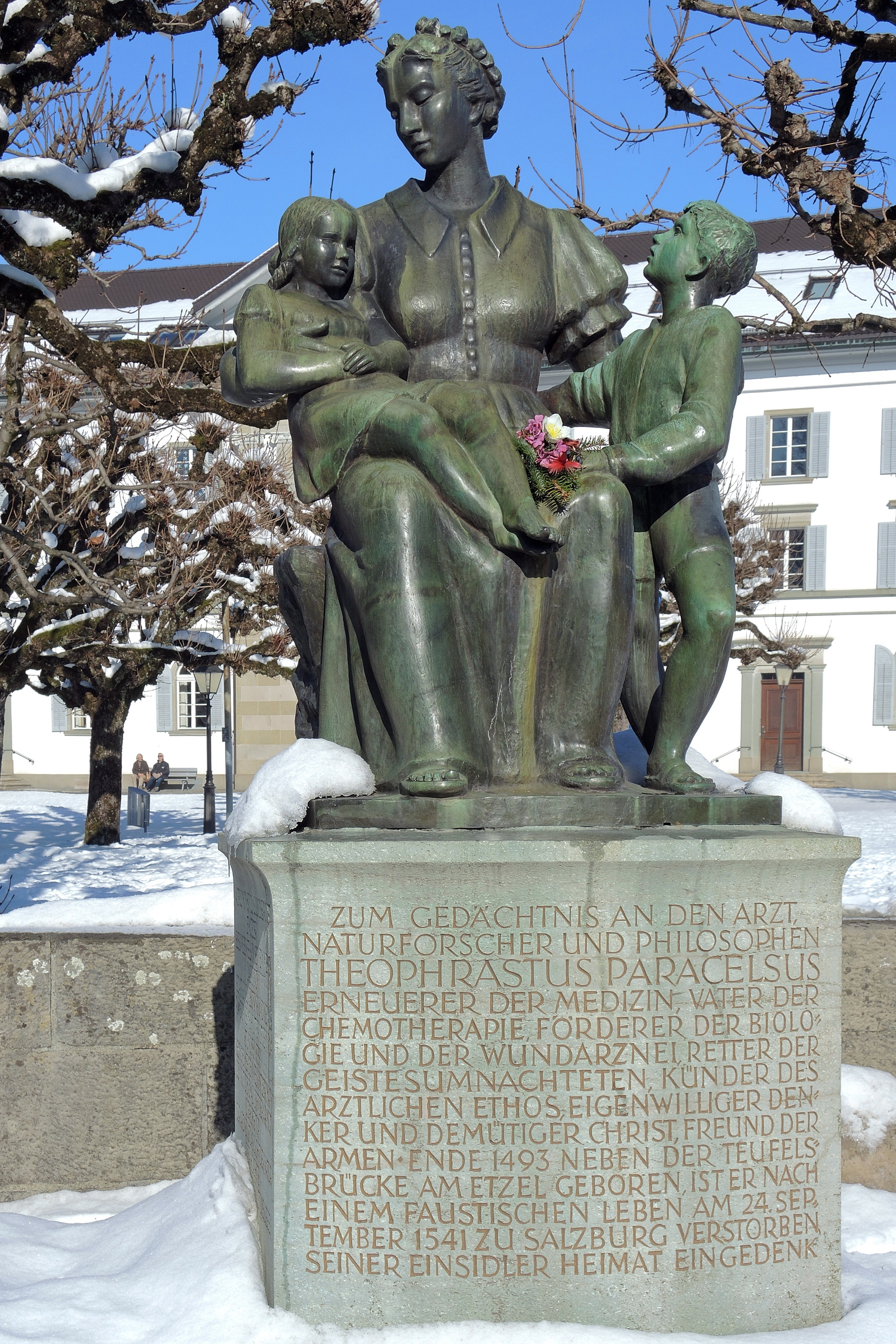
Paracelsus-Denkmal in Einsiedeln

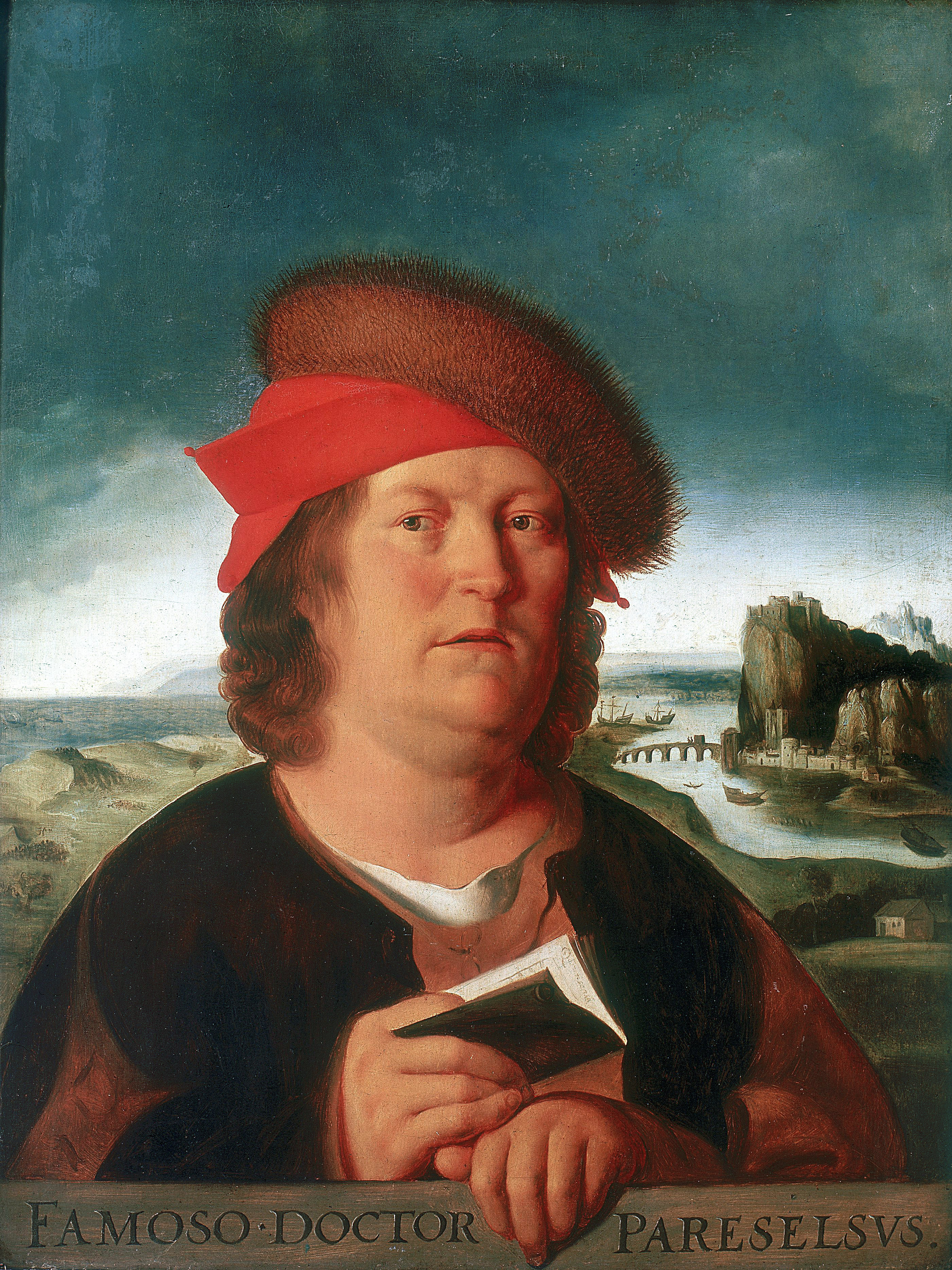
Louvre-Kopie des verlorenen Porträts von Quentin Massys

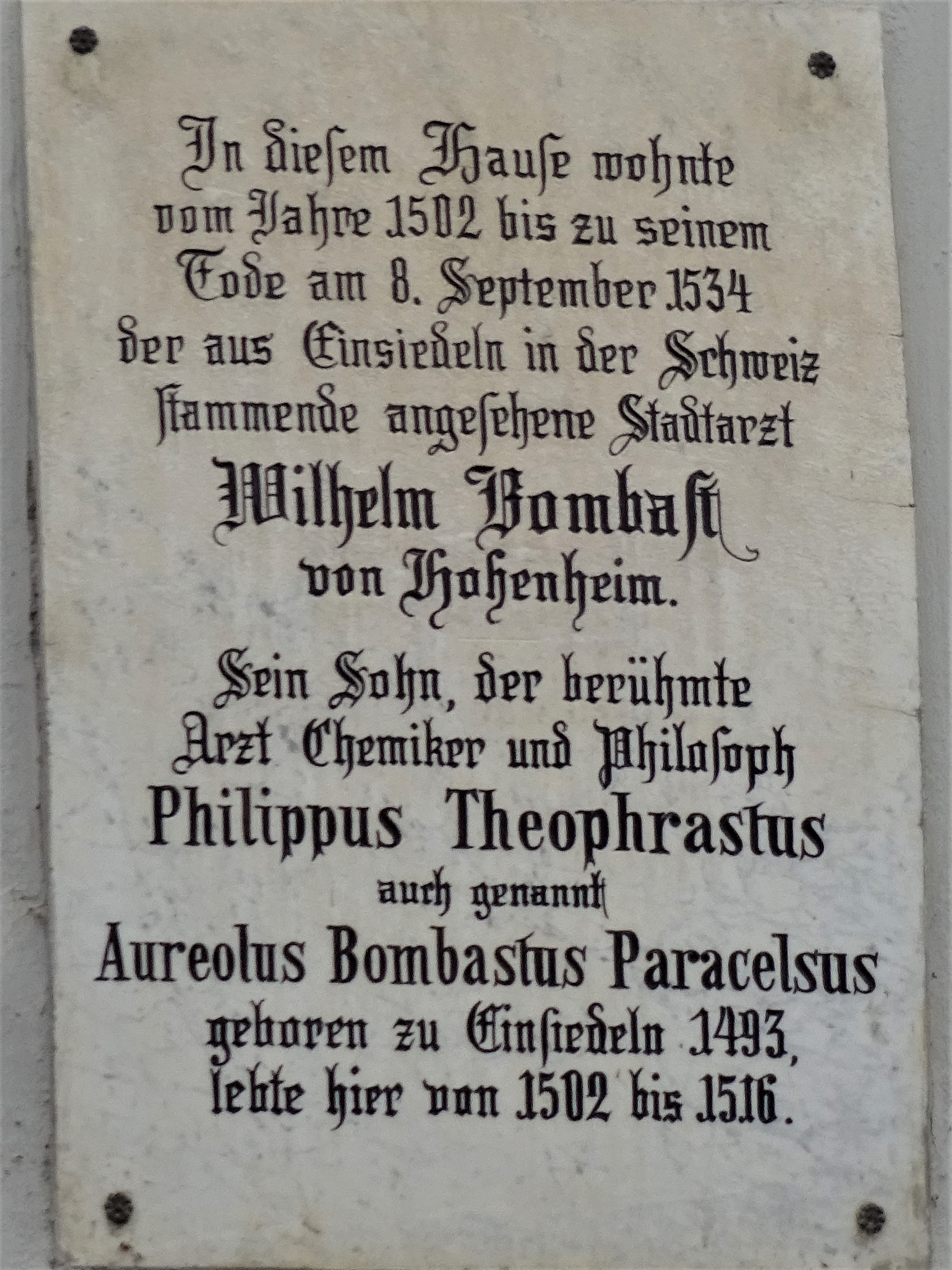
Tafel am Paracelsushaus in Villach (Kärnten)

Vermutlich nach dem frühen Tod der Mutter verließ der Vater mit seinem Sohn die Schweiz. Spätestens von 1502 an wohnte er in Villach in Kärnten, wo er eine ärztliche Praxis führte. Durch seinen Vater erhielt Paracelsus erste Einblicke in Medizin, Bergbau und Scheidekunst. Er besuchte in Kärnten die Schulen und studierte dann an mehreren Universitäten. Zu seinen Lehrern zählt Paracelsus in einem diesbezüglichen Abschnitt der Großen Wundarznei (1536) neben seinem Vater den Bischof im Lavanttal Erhard Paumgartner, dessen Vorgänger Georg I., den Weihbischof (Proepiscopus) von Freising und Titularbischof von Salona Mathias Schach, Bischof Nikolaus Kaps (Titularbischof von Hippos) und Bischof Matthias Scheit von Seckau (Bischof von 1481 bis 1503). Außerdem erwähnt er „viele Äbte“ und explizit den der Abtei Sponheim. Während Karl Sudhoff bezweifelt, dass damit Johannes Trithemius, der wie Paracelsus als Magier angesehen wurde, gemeint ist, tritt Kurt Goldammer dafür ein. Über die genaue Beziehung dieser bischöflichen Lehrer zu Paracelsus ist nichts bekannt, doch muss sie nach Goldammer persönlicher Natur gewesen und nicht über Schriften erfolgt sein. In Ferrara wurde er zum Doktor der Medizin promoviert, so sagte er später in Basel unter Eid aus, auch nannte er sich später (und wurde von einem ehemaligen Kommilitonen so genannt) Doktor beider Arzneien (Leib- und Wundarznei, also Innere Medizin und Chirurgie), diesen Titel konnte man nur an wenigen italienischen Universitäten, darunter Ferrara, erwerben. Die Forschung hält die Promotion mehrheitlich für glaubhaft und setzt sie um das Jahr 1516 an. Seine Studien- und die darauf folgenden langen Wanderjahre haben Paracelsus nach Italien, auf den Balkan, nach Ungarn, Polen, Preußen, Dänemark, die Niederlande und Frankreich geführt, vielleicht auch nach Rhodos, Spanien, Portugal und auf die britischen Inseln. Paracelsus hat zwar mehrfach aufgezählt, wo überall er seine Erkenntnisse gewonnen habe, er hat aber nicht immer deutlich gemacht, welche Orte er besucht und was er aus Büchern, wie den hippokratischen Schriften in griechischer Sprache, und Berichten erfahren hat. Bezeugt sind Aufenthalte bei bekannten Alchemisten wie Sigmund Füger von Schwaz und Abt Bruno von Spanheim.
Spätestens 1524 lebte Paracelsus als Arzt in Salzburg. Als im Deutschen Bauernkrieg Bergleute die Stadt besetzten und den Erzbischof auf der Burg belagerten, redete er in den Schenken gegen den Klerus. Nach dem Scheitern des Aufstandes verließ er wohl im April 1526 überstürzt die Stadt. Auf dem Weg nach Süddeutschland gelangen ihm einige erfolgreiche Behandlungen. In Straßburg ließ er sich nieder und erwarb am 15. Dezember das Bürgerrecht. Zu Beginn des Jahres 1527 heilte er den Basler Buchdrucker Johann Froben, auch Erasmus von Rotterdam konsultierte ihn. In der Folge wurde er als Stadtarzt und Professor nach Basel berufen.
In Basel geriet Paracelsus rasch in Konflikt mit der Universität. Er weigerte sich, deren Statuten zu beschwören und ist deshalb nie reguläres Glied des Lehrkörpers geworden. Zudem hielt er seine Vorlesungen zum Teil nicht in der Gelehrtensprache Latein, sondern auf Deutsch. Ein Lehrbuch der Schulmedizin warf er ins Johannisfeuer. Zudem brachte er die Apotheker gegen sich auf, weil er sie stärker kontrollieren wollte. Am 26. Oktober starb Froben, sein prominentester Patient, danach wurde er durch ein öffentlich angeschlagenes Pamphlet übel beschimpft. Zur Katastrophe kam es, weil ein Patient nach erfolgreicher Behandlung nur einen kleinen Teil des sehr hohen Honorars zahlte. Paracelsus verklagte ihn, und als er nicht Recht bekam, beschimpfte er das Gericht. Aus Angst vor den Folgen floh er im Februar 1528 und brach damit seinen Vertrag als Stadtarzt. Von Colmar aus bemühte er sich vergeblich um die Rückkehr.

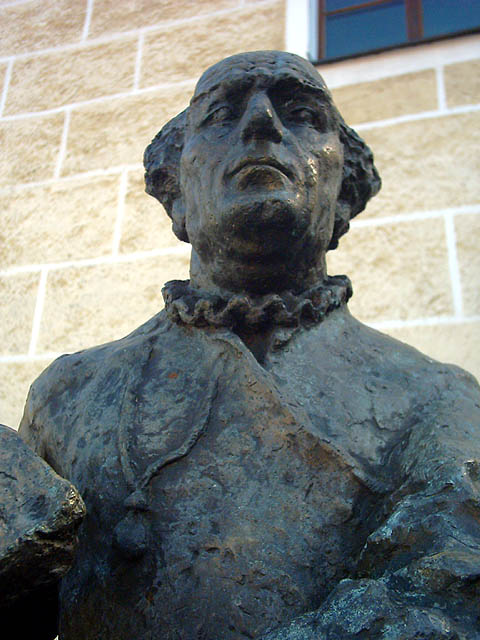
Paracelsus-Denkmal in Beratzhausen

Auf die Basler und Colmarer Zeit beziehen sich die Erinnerungen, die Johannes Oporinus fast dreißig Jahre später in einem Brief an den Arzt Johann Weyer niedergeschrieben hat. Als die einzige ausführliche Schilderung des Paracelsus durch einen engen Mitarbeiter ist der viel diskutierte Text unverzichtbar. Man ist sich heute weitgehend einig, dass er in den Fakten im Ganzen zuverlässig, dabei aber allzu negativ gefärbt ist.
Über Esslingen, worüber er später schrieb, dass dort sein Elend anfing, wanderte er nach Nürnberg. Im Jahr 1529 hielt sich Paracelsus in dieser Reichsstadt auf, in der Hoffnung, einen Drucker für seine Schriften zu finden. 1530 erschien, „Gedruckt zu Nurmberg durch Friderich Peypus“, die erste medizinische Schrift des „hochgelerten Herrn Theophrastum von Hochenheim, beyder artzney Doctorem“, Von der Frantzösischen kranckheit Drey Bücher. Dort sind von ihm zwei „Prognostikationen“ (Vorhersagen auf die folgenden Jahre, die ersten von mehreren) erschienen. Für die umfangreichste dieser Schriften, Von Ursprung und Herkommen der Franzosen sampt der Recepten Heilung, für die er zum ersten Mal bei einem medizinischen Werk den Autorennamen Paracelsus wählte, erhielt er nicht mehr die Druckgenehmigung vom Rat der Stadt. Zudem publizierte er zwei weitere Schriften über die Syphilis, Vom Holtz Guaiaco gründlicher heylung, Darin essen unnd trincken, Saltz und anders erlaubt und zu gehört und Von der Frantzösischen kranckheit Drey Bücher. Daraufhin verbot der Rat den Druck weiterer Bücher.
Im Jahr 1534 wurde Paracelsus in Innsbruck wegen seines ärmlichen Aussehens abgewiesen, in Sterzing examinierten ihn der altgläubige und der evangelische Geistliche, mit einer Schrift über die Pest kam er dort schlecht an, anschließend wurde er in Meran gut aufgenommen. 1535 verfasste er in Pfäfers eine Schrift über das dortige Heilbad, die sogleich gedruckt wurde, und schrieb für den Abt des dortigen Klosters ein ärztliches Konsilium.
1536 lebte Paracelsus in Augsburg. Auf welchen Wegen und Umwegen er von Pfäfers dort hingekommen ist, bleibt unklar: Als Stationen belegt sind Memmingen, Ungershausen und Mindelheim, nicht unwahrscheinlich ist auch Ulm. Dort nämlich druckte Hans Varnier das erste Buch der Großen Wundarznei. Paracelsus war aber mit dem Ergebnis unzufrieden, und so ließ er eine etwas überarbeitete Fassung des ganzen, aus zwei Büchern bestehenden Werkes im selben Jahr bei Heinrich Steiner in Augsburg erscheinen. Gewidmet ist es dem deutschen König und späteren Kaiser Ferdinand I. Es war das einzige große Buch von Paracelsus, das zu seinen Lebzeiten gedruckt wurde, und schon im folgenden Jahr wurde eine neue Auflage nötig. Vorn im Augsburger Druck stehen ein Brief an den Stadtarzt Wolfgang Talhauser und dessen Antwort an Paracelsus. Dass Talhauser wie Paracelsus den Zustand der Medizin beklagte, kam bei seinen Kollegen allerdings schlecht an.
1537 wurde Paracelsus von Eferding, wo er den alchemie- und medizinkundigen Pfarrherrn Johann von Brant besuchen wollte, nach Mährisch Kromau geholt. Dort sollte er einen hohen Adeligen, den Erbmarschall von Böhmen, Johann von Leipa, behandeln. Paracelsus nahm den Auftrag an, ließ sich mit der Untersuchung Zeit und stellte fest, dass ihm der Zustand des Patienten beschönigend beschrieben worden war. Er begann zwar eine Behandlung, reiste dann aber ab, ohne aus seinem Dienst entlassen zu sein. Deswegen verklagte ihn Johann von Leipa bei König Ferdinand I. Paracelsus hielt sich mindestens zwei Wochen lang in Znaim auf, sein Prozess wurde immer wieder verschoben, am Ende reiste er nach Wien, dort endete die Angelegenheit offenbar mit einer gütlichen Einigung. Wohl im Zusammenhang damit legte Paracelsus in einem Konsilium an Johann von Leipa Rechenschaft ab, formulierte seine Diagnose und gab Anweisungen für die weitere Behandlung.
1538 hielt sich Paracelsus längere Zeit in Kärnten auf: Am 12. Mai ließ er sich in Villach eine Urkunde über den Tod seines Vaters und die eigene Erbberechtigung ausstellen. Im August war er in St. Veit und widmete dort drei seiner Schriften den Kärntner Ständen. Diese machten ihm Hoffnung auf eine baldige Drucklegung, doch daraus ist nichts geworden. Über den Aufenthalt des Paracelsus 1539 fehlen Nachrichten. Am 2. März 1540 war er in Klagenfurt, als er einem hochgestellten auswärtigen Patienten absagte, weil er selber erstens schwach sei und zweitens bald verreisen wolle.
Anschließend zog Paracelsus aus Kärnten nach Salzburg. Am 15. April 1541 war er am Wolfgangsee. Am 21. September diktierte er in Salzburg vor Zeugen sein Testament, drei Tage später, am 24. September 1541, starb er. Die Todesursache lässt sich nicht mehr sicher feststellen.

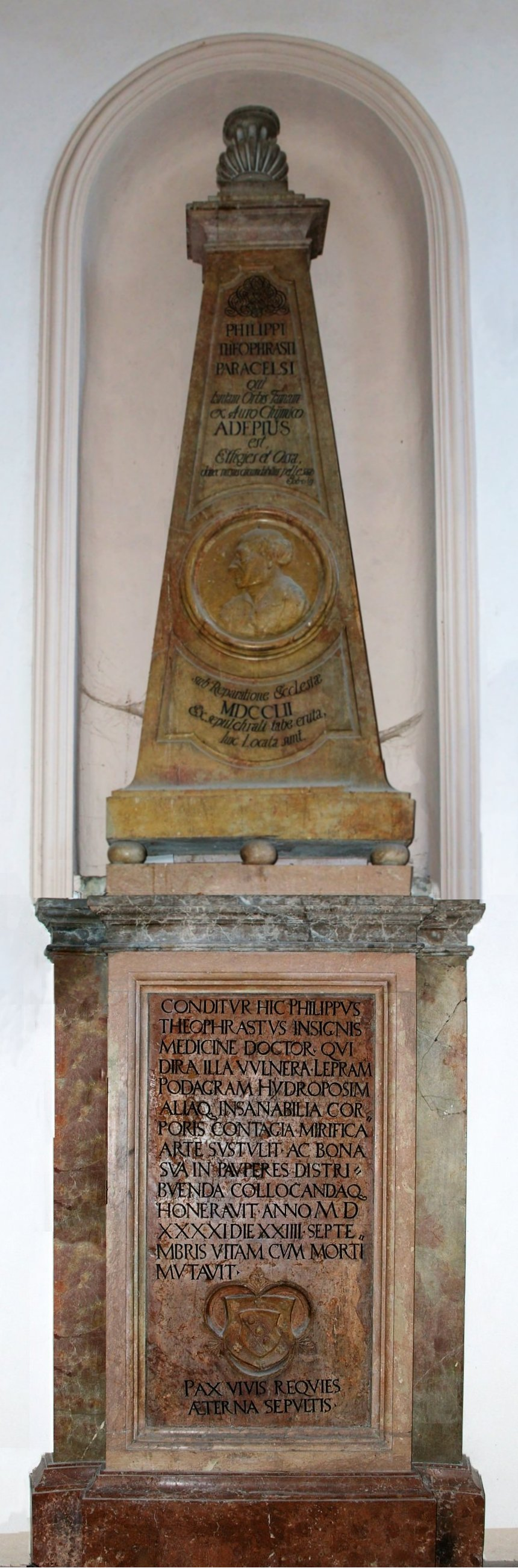
Grab des Paracelsus in Salzburg

Seinem Wunsch entsprechend wurde Paracelsus auf dem Friedhof zu St. Sebastian bestattet, die Grabplatte stiftete sein Testamentsvollstrecker Sebastian Setznagel; 1752 wurden die Gebeine in ein Grabdenkmal mit der ursprünglichen Grabplatte in der Vorhalle der Kirche umgebettet.
Todesursache
Über Paracelsus’ frühen Tod wurde viel spekuliert. Moderne gerichtsmedizinische Untersuchungen haben in seinen Knochen eine bis zu hundertfach erhöhte Konzentration an unlöslichem Quecksilber festgestellt. Als wahrscheinlich wird deshalb angesehen, dass er einer Quecksilbervergiftung erlag.
Quecksilber ist seit der Antike gegen Leprasymptome und verschiedene Hauterkrankungen eingesetzt worden. Als Ende des 15. Jahrhunderts die Syphilis nach Europa eingeschleppt wurde, lag es nahe, das Schwermetall zur Behandlung der Krankheit einzusetzen. Doch vielfach falsch und zu hoch dosiert, wirkte es oft tödlich. Paracelsus war der erste Mediziner, der den Verlauf der Krankheit methodisch erfasste, eigene Schlüsse daraus zog und eine genaue Dosierung des Quecksilbers propagierte. Außerdem widersprach er anderen Behandlungsmethoden, wie etwa der Therapie mit dem als Wundermittel gegen die „Lustseuche“ geltenden und entsprechend hochpreisig gehandelten Guajakholz, dessen Wirkungslosigkeit er erkannt hatte. Mit mehreren aufklärenden Schriften brachte er nicht nur Kollegen gegen sich auf, sondern auch das mächtige Handelshaus der Fugger, das ein Handelsmonopol auf das Holz besaß. 1529 erschien seine Publikation Vom Holtz Guaiaco gründlicher heiylung. 1531 sollte in Nürnberg sein Spital Buch erscheinen, in dem er seine Gedanken über die Behandlung der Syphilis konkretisierte. Der Druck wurde jedoch von den Fuggern verhindert: Diese hatten bei Heinrich Stromer, dem Dekan der medizinischen Fakultät in Leipzig, der gute Beziehungen zu ihrem Haus in Augsburg unterhielt, ein Gutachten bestellt.
Paracelsus war nicht nur ein ausgewiesener Fachmann auf dem Gebiet der Quecksilbertherapie zur Behandlung der „Franzosenkrankheit“, wie die Syphilis auch genannt wurde. Er hatte sich auch mit den Symptomen einer chronischen Quecksilbervergiftung auseinandergesetzt, die er bei Bergleuten beobachtet hatte. Diese Erfahrungen mit einer Gewerbekrankheit hielt er im Buch Von der Bergsucht oder Bergkranckheiten drey Bücher (etc.) fest, das 1567, 26 Jahre nach Paracelsus‘ Tod vom Augsburger Büchsenmeister Samuel Zimmermann, lateinisch Architectus, erstmals herausgegeben wurde. Hier werden manche Krankheitszeichen beschrieben: Schwärzung der Zähne, negativ beeinflusste Reizweiterleitung und der sogenannte Tremor Mercurialis (von lat. mercurius = Quecksilber), der sich durch nervöses Zittern und gesteigerte Erregbarkeit bemerkbar macht. Paracelsus spricht vom „Mercurialischen Zittern“. Weiter heißt es wörtlich (daneben die Übertragung ins Hochdeutsche):
| die zähn ſeind vaſt ſchwartz / die glider lam |  | die Zähne sind sehr schwarz / die Glieder lahm (kraftlos) |
| vnd ein vnbleibende ſucht beweglich von einer |  | mit einer unsteten Sucht beweglich von einer              |
| ſtat zur andern                               |  | Körperstelle zur anderen                                  |

Aus diesem Werk geht ebenfalls hervor, dass sich der Autor selbst über die Gefährlichkeit der Quecksilberdämpfe im Klaren war. Sogar wenn man eine schleichende und daher nahezu unmerkliche Verschlechterung des eigenen allgemeinen Gesundheitszustands annimmt, kann eine versehentliche Selbstvergiftung aufgrund der hohen Sachkenntnis, die er als Arzt besaß, nicht vermutet werden und ist nahezu auszuschließen. Die erhöhten Quecksilberwerte im Skelett deuten auch nicht auf eine akute Vergiftung hin, wohl aber auf einen chronischen Verlauf der Intoxikation, die wahrscheinlich über einen längeren Zeitraum stattgefunden hat. Weil vor dem Hintergrund des unruhigen, wenig sesshaften Lebens, das Paracelsus führte, auch die Täterschaft eines Dritten eher undenkbar erscheint, stellt sich die Frage, auf welchem Weg das Gift in den Körper gelangte. Nach solchen Überlegungen kann zumindest eine Eigentherapie einer möglichen Syphiliserkrankung nicht ausgeschlossen werden.
Im Jahr 1818 diagnostizierte der Anatom Samuel Thomas von Soemmerring am Schädel des Paracelsus eine bis in das Felsenbein zu verfolgende Spalte am linken Schläfenbein, die Anlass zu der Vermutung gab, Paracelsus sei ermordet worden. Die auch heute noch auf der linken Schädelseite und am linken Oberschenkelknochen erkennbaren Spuren könnten von einer Hiebwaffe stammen.
Die bekannten Tatsachen über die letzten Lebenstage des Paracelsus lassen für eine Ermordungstheorie nur wenige Möglichkeiten offen. Da er als Arzt schon am 21. September sein Ende nahen fühlte, wird er sich in seinem mit „schwach Leibs“ beschriebenen Zustand wohl kaum noch bis zum 24. September außer Haus und in für ihn gefährliche Situationen begeben haben. Eine ihm unmittelbar vor dem 21. September zugefügte Verletzung hätte ihn nur im Falle eines Schädeltraumas noch befähigen können, sein Testament zu diktieren. Aber auch in einem solchen Fall hätten zehn Zeugen die Ursache seines Zustandes entweder übersehen oder sich verabreden müssen, einen Mordversuch zu verschweigen und auf die Verfolgung mutmaßlicher Täter zu verzichten.
Weiter zeigt der Schädel die Spuren eines Bezold-Abszesses; ob der aber zum Tod führte oder eine frühere, abgeheilte Krankheit bezeugt, ist nicht zu entscheiden. In keiner Weise erhärten lassen sich Berichte, dass Paracelsus gewaltsam zu Tode gekommen sei.

## Wappen

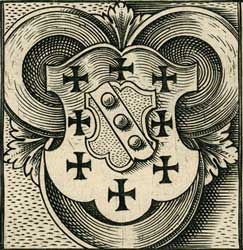
Wappen des Paracelsus

Paracelsus führte ein eigenes Wappen. Blasonierung: „In Silber ein Schildchen, darin in Gold ein silberner Schrägrechtsbalken mit drei roten Kugeln belegt, begleitet von acht schwarzen Tatzenkreuzen (3/2/2/1).“ Das Schildchen ist dabei vom Wappen der Familie Bombast von Hohenheim abgeleitet, das in Gold einen mit drei silbernen Kugeln belegten blauen Schrägrechtsbalken zeigt.
Als Wahlspruch führte Paracelsus den Pentametervers: Alterius non sit, qui suus esse potest – Nicht von einem anderen abhängig mache sich, wer sein eigener Herr zu sein vermag.

## Die medizinischen Lehren des Paracelsus

### Grundlagen
Grundlage des Naturverständnisses von Paracelsus, der (wie die späteren Paracelsisten) Krankheiten als Störungen alchemistisch-chemischer Prozesse im Organismus ansah, war seine Lehre von den drei Prinzipien (tria principia) der Alchemie. Paracelsus nahm an, dass sich der gestaltlose Urstoff, der Iliaster, ordne nach Schwefel (Sulfur mit den Eigenschaften flüchtig und brennbar), Quecksilber (Mercur mit den Eigenschaften lebendig, flüssig und wässrig) und Salz (Sal, das für die Bildung fester Formen in der Erde zuständig sei). Hiermit waren nicht die bekannten chemischen Elemente bzw. die Verbindung gemeint, sondern alchemistische Grundsubstanzen bzw. Prinzipien. Diese Tria-prima-Lehre hatte Paracelsus wohl dem Buch der heiligen Dreifaltigkeit des Franziskanerbruders Ulmannus entnommen.
Die Medizin hat nach Paracelsus auf Natur- und Gotteserkenntnis zu fußen. Zum Verständnis der Dinge und damit auch der Krankheiten und ihrer richtigen Behandlung seien einerseits empirische Befunde, andererseits – und weitaus wichtiger – die Betrachtung des Großen und Ganzen notwendig: „Denn der Mensch kann nur vom Makrokosmos aus erfasst werden, nicht aus sich selbst heraus. Erst das Wissen um diese Übereinstimmung vollendet den Arzt“ (Opus Paramirum. 1531).
Paracelsus ging davon aus, dass Menschen einen Astralkörper haben, den er als Medium und Mittelwesen zwischen Körper und Geist und zwischen Erde und Gestirnen verstand. Die Wissenschaft darüber nannte er Astronomia, die auch die magia einschließe. Darunter subsumierte er auch die Astrologie, die für ihn den Anspruch erheben konnte, eine universelle Psychologie und eine tiefe Wahrheit direkt aus der höchsten Quelle Gottes zu sein. Laut dem Medizinhistoriker Robert-Henri Blaser teilte er sie in drei Teile:
1. Die medizinische Astrologie, die die Konstellationen vorgibt, wann Pflanzen und Kräuter gepflückt und zubereitet und als Arzneimittel verarbeitet und verabreicht werden sollen und wann der richtige Zeitpunkt für „magische“ Operationen ist. Diese Überzeugung geht auf den Glauben an die Parallelität von Mensch und Makrokosmos zurück, die, wie der Religionswissenschaftler Kocku von Stuckrad betont, als Spiegelung zu verstehen sei, nicht als einfache Kausalität in dem Sinne, dass ein Planet eine Krankheit verursache. Paracelsus schrieb: „Im Menschen sind Sonne und Mond und alle Planeten, desgleichen sind auch in ihm alle Sterne und das ganze Chaos.“[48]
2. Die Astrosophie: Damit bezeichnet er die Sternenweisheit der „alten Magier“. Alle Leidenschaften der Menschen sind nach Paracelsus astralplanetarischer Natur. Die Astrosophie stelle auch Erkenntnis durch Symbole und Analogieketten dar. Für Blaser war sie die „esoterische Religion“ von Paracelsus.
3. Astrologie oder Horoskopie, die Paracelsus verachtete, weil sie nur eine oberflächliche Betrachtung der Sterne darstelle und als käufliche Ware nur ein Plagiat der wahren Weisheit sei.[49][50][51]

Der Pharmaziehistoriker Wolf-Dieter Müller-Jahncke sieht dagegen eine Unterscheidung der Astronomia in vier Teildisziplinen: die naturalis astronomia, die supera astronomia, die astronomia olympi novi und die astronomia inferiorum. Diese vier „Astronomien“ unterteilt er jeweils in neun membra als Instrumente der Erkenntnis.
Für Paracelsus, dessen Konzepte angeblich neuplatonische kosmologische Elemente enthalten, ist der materielle Körper lediglich ein Teil des für den gewöhnlichen Betrachter zu großen Teilen nicht-sichtbaren vollständigen Körpers. Wer jedoch durch stetige Arbeit an sich selbst (innere Umwandlung) der göttlichen Erleuchtung, des göttlichen Feuers teilhaftig würde, der könne die Welt mit anderen Augen, d. h. „im Lichte der Natur“ sehen (Opus Paramirum), und nur der würde auch zum Arzt taugen, denn:
„Es ist verfehlt, in der Medizin sein Wissen vom Hörensagen und Lesen zu schöpfen […] Die Naturkraft im Feuer sei auch unser Lehrmeister“ und „Das Feuer aber macht sichtbar, was sonst im Dunkel ist. Nach dieser Methode soll die Wissenschaft vorgetragen werden“ (Opus Paramirum). Zudem ist im Opus Paramirum zu lesen „So sol doch die arznei nit im glauben sten sonder in den augen. nichts stet im glauben als der seelen krankheit und selikeit. alle arznei des leibs stet sichtbar on allen glauben“. Für Paracelsus ist die Natur der wahre Arzt und zugleich die wahre Apotheke. Zur erfolgreichen Ausübung der ärztlichen Kunst bedarf es nach Paracelsus neben der Gnade Gottes der Kenntnis und Beherrschung vierer Teildisziplinen. Dazu zählen:
- Philosophie: „Einer, der ein Philosoph sein und sich vor Falschem bewahren will, der muss seiner Philosophie eine solche Grundlage geben, dass er Himmel und Erde in einem Mikrokosmos zusammenfasst.“
- Astrologie (eingeschlossen in den Begriff Astronomie): „So nun der Mensch in seiner ganzen Zusammensetzung begriffen werden soll durch einen jeden Arzt, so wisset jetzt, dass die Astronomie der zweite Grund ist und die obere Sphäre der Philosophie darstellt.“
- Alchemie: „Denn die Natur ist so subtil und scharf in ihren Dingen, dass sie nicht ohne große Kunst angewendet werden mag. Denn sie bringt nichts an den Tag, das für sich selbst vollendet wäre, sondern der Mensch muss es vollenden. Diese Vollendung heißt Alchemia.“ – „Darum so lerne Alchimiam, die sonst Spagyria heißt, die lehrt zu scheiden das Falsche vom Gerechten.“
- Proprietas (Redlichkeit): „Darum soll der Arzt des Volkes Glauben besitzen, so hat er ihn auch bei Gott.“

Obgleich Paracelsus Krankheiten, etwa die „Wassersucht“, astromedizinisch interpretierte, lehnte er die Astrologie seiner Zeit weitgehend ab und formte daraus einen auch die magia einschließenden (christlichen) Begriff der astronomia. Er unterschied die naturalis astronomia, die supera astronomia, die astronomia olympi novi und die astronomia inferiorum. Diese vier „Astronomien“ unterteilt er jeweils in neun membra als Instrumente der Erkenntnis.

### Über die Ursachen der Krankheiten
Das Leben beruht für Paracelsus auf einem dynamischen Prinzip, genannt Archeus (auch Archäus oder Archaeus, von griechisch arche „Ursprung“), dessen normale Funktion Gesundheit und anomale Funktion Krankheit bedeutet. Die Lehren und Ausführungen des Paracelsus zu den Ursachen der Krankheiten sprechen von fünf Hauptarten von Krankheitseinflüssen (auch als Entia bezeichnete Krankheitssphären):
- Ens astrorum oder Ens astrale (der kosmisch-klimatische Einfluss der Gestirne),
- Ens veneni (durch den Körper aufgenommenes Gift: Vergiftungen von innen, außen und eigentliche Vergiftungen),
- Ens naturale (Vorherbestimmung; Konstitution),
- Ens spirituale (Einfluss der „Geister“ bei psychisch verursachten Erkrankungen),
- Ens deale oder Ens Dei (unmittelbarer Einfluss Gottes bzw. göttliche Fügung).

Nach Paracelsus lässt sich jede Krankheit auf eine oder mehrere dieser Ursachen zurückführen. So kann die Wirkung eines Giftes (ens veneni) beispielsweise verstärkt werden, wenn es auf eine schwache Konstitution (ens naturale) trifft. Zum Erstellen einer korrekten Diagnose muss der Arzt daher die Gesamtheit aller fünf Entia berücksichtigen.
Oft zitiert wird sein bekannter Ausspruch: „Alle Dinge sind Gift, und nichts ist ohne Gift; allein die Dosis machts, daß ein Ding kein Gift sei.“

### Über die Behandlung und Heilung der Krankheiten
Die genannten Ursachen bewirken nach Paracelsus ein Ungleichgewicht von drei fundamentalen, den Körper ausmachenden Grundsubstanzen, den tria prima Schwefel (Sulphur), Quecksilber (Mercurius) und Salz (Sal). Die Heilung von Krankheiten erfolgt durch die Wiederherstellung dieses Gleichgewichts, beispielsweise durch die Verabreichung der jeweiligen Mittel mit den benötigten Eigenschaften. Paracelsus ging davon aus, dass sich bei der Anwendung von Arzneimitteln die Symptome der Krankheit mit Zeichen des Arzneimittels vermischen, und dass wirksame Arzneimittel denselben magistralen Ursprung wie die Krankheit haben müssen. Solche von der Natur bereitgestellten Arzneimittel nannte er arcana, deutsch „Arkana“.
Die Lehre von den Arcana besagt, dass in jedem Arzneistoff eine besonders wirksame Kraft steckt, die spezifisch auf die Krankheit wirkt. Der Arzt solle es deshalb als seine wichtigste Aufgabe ansehen, die Arcana, auch im Sinne der Signaturenlehre, zu ergründen.
Neben der Inanspruchnahme und Verfeinerung überlieferter Heilmethoden bediente sich Paracelsus der Signaturenlehre zum Auffinden von Heilmittelträgern und alchemistischer Techniken, die er beispielsweise aus den Werken von Johannes de Rupescissa und des Pseudo-Lull rezipierte, zur Extraktion der darin enthaltenen Wirkstoffe. Dabei greift Paracelsus auf das grundlegende hermetische Prinzip der wechselseitigen Übereinstimmungen zwischen dem Menschen als Mikrokosmos und der Welt als Makrokosmos zurück, das später auch von den Paracelsisten bzw. paracelsistischen Alchemisten als Medicina hermetica gegen die galenistische Medicina dogmatica verfochten wurde. Demnach würden bereits äußere Eigenschaften wie Form und Farbe von Pflanzen Rückschlüsse auf deren Wirkung zulassen. Beispielsweise sollen herzförmige Blüten gegen Herzkrankheiten, höckrige Wurzeln gegen die Geschwülste des Aussatzes und stachelige Disteln gegen Stechen in der Brust wirken.
Die Heilmittel sollen den Geschlechtern entsprechend zubereitet werden. Bis auf wenige Ausnahmen seien Männern und Frauen daher geschlechterspezifische Arzneien zu verabreichen.

## Theologie
Paracelsus, welcher der römisch-katholischen Kirche angehörte, hat sich auch vor allem mit seinen Bibelkommentaren auf dem Feld der Theologie hervorgetan. Er ist dabei nicht an einer systematischen oder konfessionellen Lehre interessiert; vielmehr ist er eklektisch orientiert. Er vereinigt „reformatorische, spiritualistische, humanistische und altgläubige [sc. katholische] Elemente, die er mit seinem naturphilosophischen Hintergrund verschmilzt und zu einer eigenartigen und selbständigen, irisierenden Theologie ausbildet“.
Dabei betont der Laientheologe vor allem sozialethische Themen: das praktische Christenleben, das sich in der entschiedenen Christusnachfolge im Sinne der Apostel verwirklichen solle. Damit hat er auch auf pietistische Kreise des Protestantismus mittelbar eingewirkt.
Mit dieser Gewichtung gehen nicht nur die Ablehnung des Papsttums und harsche Kritik an Kirche und Klerus einher, sondern auch apokalyptische wie missionarische Gedanken. Wenngleich er sich vereinzelt gegen die „Heidenmission“ ausspricht, so betont er doch mit Nachdruck die Notwendigkeit der Missionsarbeit unter den „Heiden“: „Ihr sollt das Wort Gottes verkünden und dazu aber in die Welt gehen, nicht von einer Küche zum Nachbarn.“ [sc. nicht bequem zuhause bleiben]. Dies dürfe keineswegs unter Zwang geschehen.

## Das Hexenwesen
Paracelsus entwickelte in drei Werken – De sagis, De pestelitate und Philosophia sagax – eine Theorie des Hexenwesens. Die Grunddisposition, eine Hexe zu werden, bestimme der Aszendent bei der Geburt. Später sei ein Kontakt zum „aszendentischen Geist“ (dem Teufel) wichtig, weil dieser über Träume Anweisungen gäbe, Schaden zu stiften. Hexen könne man an 12 Merkmalen erkennen, etwa dass sie „den Mann fliehen“ und „Künstlern nachfragen“. In De sagis (Über Hexen) erwähnt Paracelsus den Wetterzauber als primären Schaden, den Hexen an der Gemeinschaft anrichten. Dabei lehre der Aszendent die Hexen, wie sie über ein vierköpfiges Zepter Unwetter aus einer der vier Windrichtungen anziehen können. Bei den Krankheitszaubern stellt er Schmerzen heraus, die in die betreffende Person „hineinschössen“, ohne die Haut zu verletzen (Hexenschuss). Eine Hexe könne allein durch Willenskraft den Himmel so vergiften, dass es die Pest auf die Erde regne. Neben dem Gift- und Viehzauber beschreibt Paracelsus den Bildzauber. Dabei fertigten die Hexen Skulpturen aus Brot oder Wachs, die bestimmten Menschen ähnelten. Durch Schlagen von Nägeln in die Füße würden Opfer über größere Distanzen zu hinken beginnen. Der Teufel hole sich seinen Samen von Tieren, und wenn er mit einer Hexe Unzucht treibe, gebäre diese auf dem Höwberg ein tierartiges Kind, ein Monster.

## Wirkung seiner Lehre

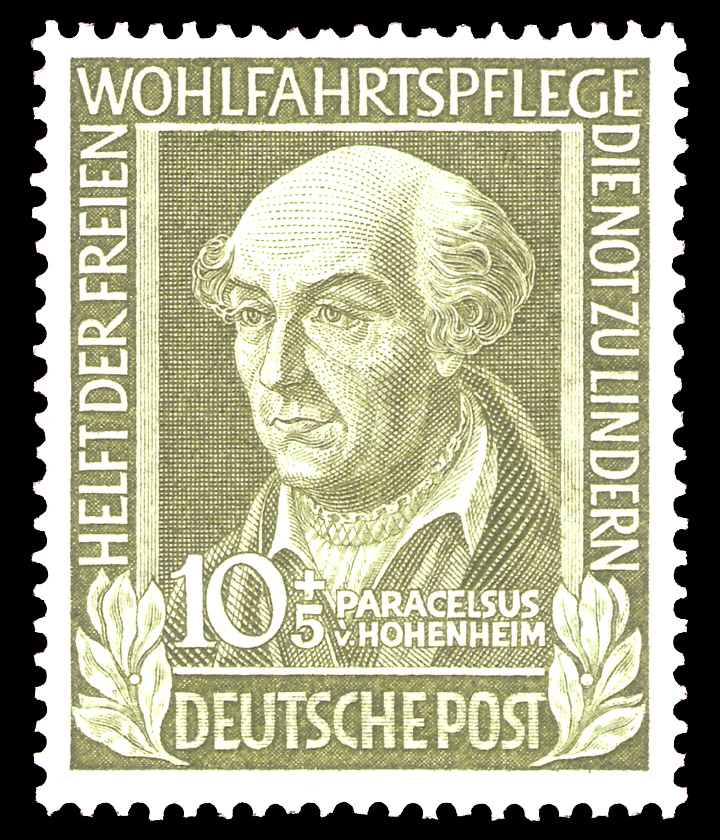
Briefmarke des Jahrgangs 1949 der Deutschen Post

Paracelsus stellte die damals übliche und bis ins 19. Jahrhundert weitgehend anerkannte Humoralpathologie (Vier-Säfte-Lehre), deren Systematik in seinen frühen Schriften noch häufig begegnet, in Frage, und krankhafte Zustände führte er nicht, wie seinerzeit üblich, auf eine Fehlmischung der vier Leibessäfte Gelbe Galle, Schwarze Galle, „Blut“ und Schleim zurück, sondern auf eine Unausgewogenheit dreier Vitalprinzipien Mercur (formativ), Sulfur (energetisch) und Sal (konservierend). Krankheiten entstehen für Paracelsus im Wesentlichen durch astrale Einwirkung auf den Menschen, woraus schließlich der sogenannte Krankheitssame entsteht, und lehrte, dass das Wesen einer Krankheit einzig aus ihrer sie heilenden Arznei erkennbar sei. Er glaubte mit seiner medizinischen Auslegung der Alchemie, die er Spagyrik nannte, den richtigen Weg der Medizin gefunden zu haben. Die spagyrisch-chemische Vorgehensweise bei Paracelsus bezweckte im Gegensatz zu der alchemistischen Kunst (mit dem Ziel der Metalltransmutation) keine Verwandlung von Substanz, sondern als Scheidekunst (Beseitigung der Unreinigkeiten durch „chymische“ Operationen) deren Abbau bis zum Freiwerden eines wirksamen (heilsamen) Prinzips, des Arcanums, dessen innere Kräfte (die Astra genannten unsichtbaren Wirkungsweisen) durch ihre „Korrespondenz mit den Krankheit verursachenden Agenzien“ helfen sollten. Die Wirksamkeit eines Arzneimittels sei aber unabhängig von metaphysischen Einflüssen und werde allein von dem ihm innewohnenden Prinzip (virtus) bestimmt. Durch chymische Separation soll aus pflanzlichen, tierischen oder mineralischen Ausgangssubstanzen eine virtus essentialias als spagyrisches Arzneimittel, quasi ein „Konzentrat“, hergestellt werden, das in kleiner Quantität das reine wirksame Prinzip, die quinta virtus (oder quinta essentia) enthält. In seinen als frühe Summe seiner Naturphilosophie ansehbaren, das Werk Consideratio von Johannes de Rupescissa vor allem im Kapitel De mysteriis quintae essentiae rezipierenden Archidoxen (Archidoxa) (geschrieben um 1526, erstmals gedruckt 1569 in lateinischer und 1570 in deutscher Sprache) manifestierte er erstmals seine Thesen. Die Archidoxen bildeten nach seinem Tod die Grundlage für die Entwicklung der chemischen Medizin (bedeutende Vertreter der chemischen Medizin sind: Andreas Libavius, Johann Popp und Johann Schröder). Seine Beobachtung an Hühnern, dass Äther eine betäubende (narkotische) Wirkung hat, blieb bis zum Ende des 18. Jahrhunderts unbeachtet.
Die meisten zeitgenössischen Ärzte lehnten Paracelsus ab, auch aufgrund von widerspruchsvollen Aspekten seiner Lehre, und bevorzugten die traditionellen Methoden und Ansichten von Autoritäten wie Aristoteles, Galen oder Avicenna. Seine Persönlichkeit und Lehre, die sich zunächst am Rhein und in Schlesien verbreitete, wurden jedoch lebhaft diskutiert.

„Den revolutionären Paradigmenwechsel hat Paracelsus nicht vollzogen, er hatte auch keinen Anteil daran. Wohl aber hat Paracelsus dazu beigetragen, die mittelalterliche galenisch-scholastische Medizin und Arzneimittelkunde ins Wanken zu bringen. Und erst der Untergang dieses Paradigmas machte den Weg frei für die Moderne.“

Zu dem in der zweiten Hälfte des 16. Jahrhunderts ausgebrochenen Streit um Paracelsus nahm etwa der Theologe, zwinglianische Protestant und Mediziner Thomas Erastus Stellung.
Bereits im 17. Jahrhundert gelangte die Lehre des Paracelsus bis ins Osmanische Reich, wo sie im medizinischen Werk Ghâyat al-itqân fi tadbîr al-insân des Sâlih ibn Nasrullâh Ibn Sallûm (gestorben 1670), dem Arzt von Sultan Mehmet IV., als vermeintlich „neue chemische Medizin“ propagiert wurde.
Der Brüsseler Arzt und Philosoph Johan Baptista van Helmont entwickelte paracelsische Gedanken in der biologischen Lebens- und Krankheitsauffassung weiter.
Auch der Dichter des Faust, Johann Wolfgang von Goethe, setzte sich mit Paracelsus auseinander. Dessen Forderung, dass der Mensch sein eigener Arzt sein soll, beherzigte Goethe und nutzte die Heilkräfte der Natur, war aber auch von alchemistisch zubereiteten Universalheilmitteln überzeugt und experimentierte selbst mit chemischen Apparaten alchemistisch.
Rachel Laudan von der Universität London führt den Wandel von der mittelalterlichen zur modernen westlichen Kochkunst, der sich zeitgleich an allen europäischen Königshöfen vollzog, unmittelbar auf das Wirken von Paracelsus zurück. Eine gesunde Ernährung war auch damals wichtig – womöglich sogar wichtiger als heutzutage, da es im Falle einer Erkrankung kaum wirksame Behandlungsmöglichkeiten gab. Die Leibärzte hochgestellter Persönlichkeiten achteten nicht nur auf Schlaf, Bewegung und frische Luft für ihre Schutzbefohlenen, sondern selbstverständlich auch auf deren Essen und Trinken. Die Umsetzung abstrakter Ernährungstheorien in Speisefolgen, die der gehobenen Tafel angemessen waren, erfolgte in enger Abstimmung zwischen Leibarzt und Haushofmeister („Majordomus“). Die Generation von Ärzten, die Anfang des 17. Jahrhunderts an die Höfe kam, war laut Laudan unverkennbar durch Paracelsus’ Lehren beeinflusst, auch wenn sich wegen seines schlechten Rufes kaum jemand offen zu ihm bekannte. Seine Überlegungen jedoch, die vier Säfte der Antike durch die drei neuen Grundstoffe Sulphur, Merkurius und Sal zu ersetzen, führte zu einem anderen Bild der Verdauungsprozesse. Galt die Verdauung zuvor als „Garen“ wie in einem Kochtopf, so schien sie durch Paracelsus nun der „Fermentierung“ wie bei der Alkoholgärung ähnlicher. Dies wiederum führte zu einem völlig neuen Bild, wie eine gesunde Ernährung auszusehen habe. Vor allem der Zucker wurde aus den Hauptgerichten verbannt und als Süßspeise an das Ende der Speisefolge gesetzt.
Die Sprache des sprachbeherrschenden Paracelsus, die auch mit Wortneuschöpfungen aufwartete, und ein verbreiteter „Paracelsismus“ waren für das Entstehen einer volkssprachlichen Wissenschaftssprache von großer Bedeutung. In seinen in deutscher Sprache verfassten medizinischen Schriften, für die er als Quellen auch landessprachige Fachliteratur benutzte, wandte er sich gemäß Gundolf Keil vor allem an Laienärzte.
In der esoterischen Medizin, namentlich der Homöopathie und der Spagyrik wird bis heute auf Paracelsus zurückgegriffen. Samuel Hahnemann griff 1796 bei der Ausformung seiner Krankheitslehre auf Paracelsus’ Theorie der Arcana zurück.

## Würdigung

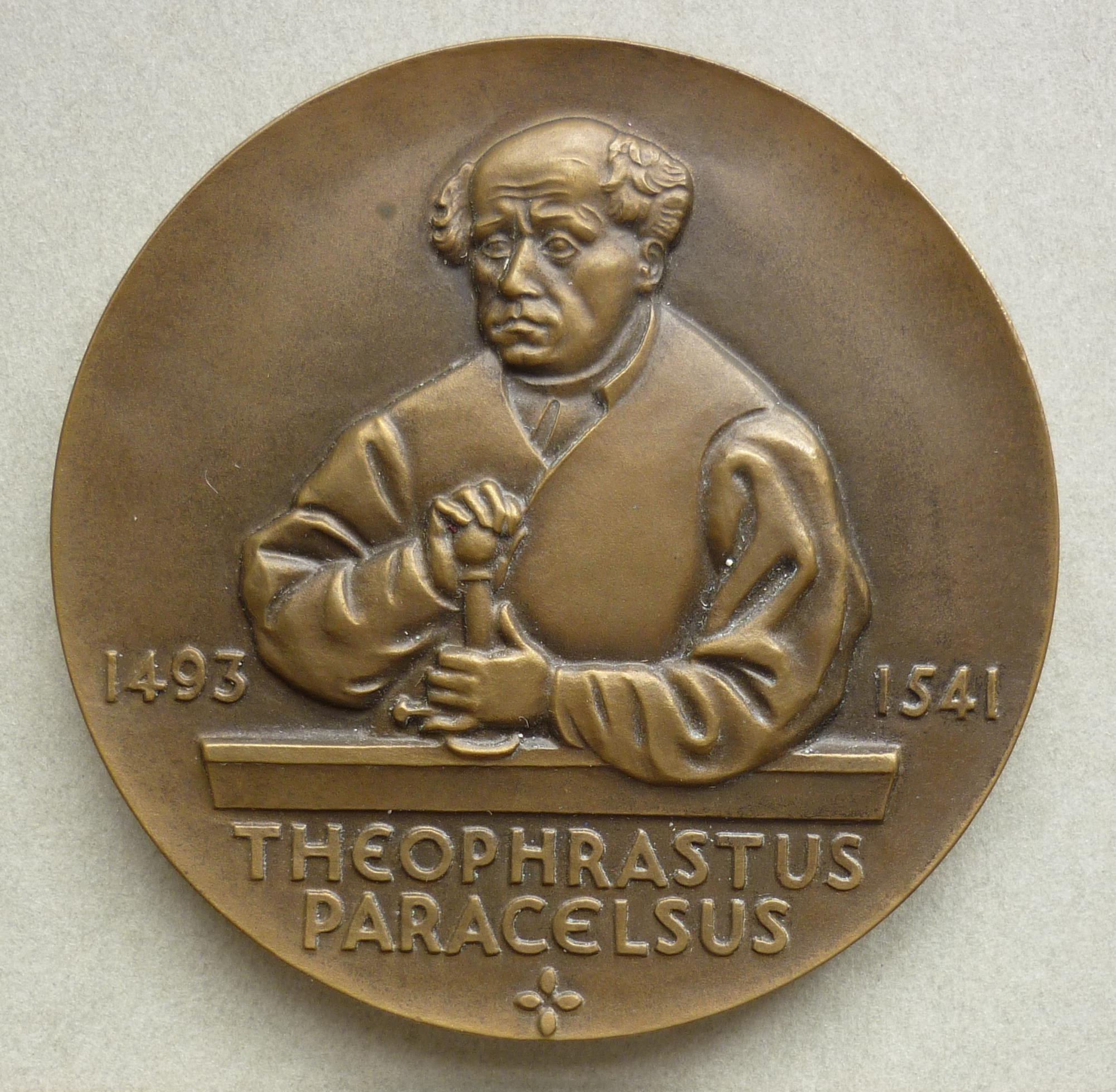
Paracelsus-Medaille der Schweiz. Chem. Gesellschaft, 1940 von Werner F. Kunz zum 400. Todestag von Paracelsus geschaffen

- Der Name der 1904 gegründeten Bombastus-Werke wurde in Anlehnung an Paracelsus’ latinisierten ursprünglichen Familiennamen gewählt.
- Theophrastus Paracelsus (Spielfilm): der Spielfilm entstand 1916
- In der Zeit des Nationalsozialismus bestand an der Albert-Ludwigs-Universität Freiburg eine Kameradschaft Paracelsus von Hohenheim des NS-Studentenbundes (vormalige Landsmannschaften Thuringia und Cimbria)[115]
- In Salzburg wurde 1941 die Paracelsus-Gesellschaft mit dem ersten Präsidenten, dem Reichsgesundheitsführer Leonardo Conti, gegründet; die Internationale Paracelsus-Gesellschaft wurde 1951 als Nachfolgeinstitution gegründet.
- Ein weiterer Film entstand auf dem Höhepunkt der nationalsozialistischen Paracelsus-Begeisterung – 1942, der Arzt gesehen als kämpferischer Vertreter einer „deutschen Medizin“ und ideeller Vorläufer der NS-Medizin.
- Paracelsus-Medaille: Im Jahre 1952 stiftete das Präsidium des Deutschen Ärztetages die 'Paracelsus-Medaille' als höchste Auszeichnung der deutschen Ärzteschaft für verdiente Ärzte.
- 1970 wurde der Mondkrater Paracelsus nach ihm benannt.[116]
- Der 1978 entdeckte Asteroid (2239) Paracelsus trägt seinen Namen.
- Seit 1982 wird die Paracelsus-Medaille unter dem neuen Namen Paracelsus-Preis von der Schweizerischen Chemischen Gesellschaft alle zwei Jahre vergeben.
- Paracelsus-Messe: Auf Initiative der 'Paracelsus Medizinische Privatuniversität Salzburg' fand 1989 die erste Paracelsus-Messe in Salzburg statt. Seit 1991 wird unter diesem Namen die größte deutsche Gesundheitsmesse in Wiesbaden organisiert.
- Ein 1998 neu entdecktes Mineral wird Paracelsus zu Ehren als Theoparacelsit bezeichnet.[117]
- Nach Paracelsus benannt ist die Pflanzengattung Paracelsea Zoll. & Moritzi aus der Familie der Enziangewächse (Gentianaceae).[118]
- Paracelsus Medizinische Privatuniversität Salzburg: 2002 wurde die Private Medizinische Universität Salzburg in 'Paracelsus Medizinische Privatuniversität Salzburg' umbenannt.
- Straßen und Kliniken: Zahlreiche Straßen und Kliniken sind nach Paracelsus benannt.
- Paracelsus-Ring der Stadt Salzburg: Der Paracelsus-Ring der Stadt Salzburg wird für hervorragende wissenschaftliche oder künstlerische Leistungen verliehen.

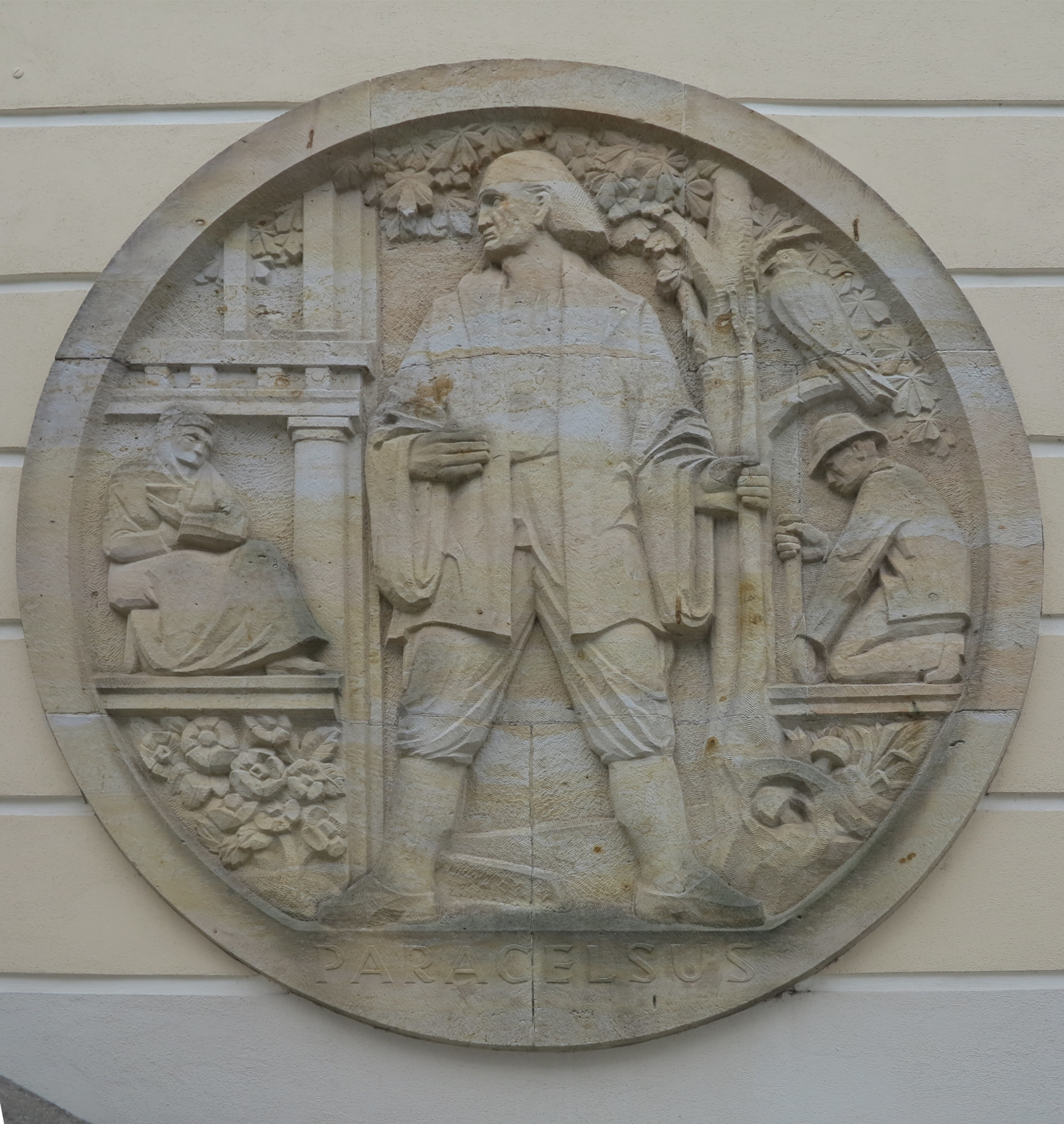
Relief auf dem Gelände des Universitätsklinikums Carl Gustav Carus in Dresden

- Relief auf dem Gelände des Universitätsklinikums Carl Gustav Carus in DresdenDas Paracelsus-Gymnasium-Hohenheim in Stuttgart ist nach ihm benannt.

## Schriften

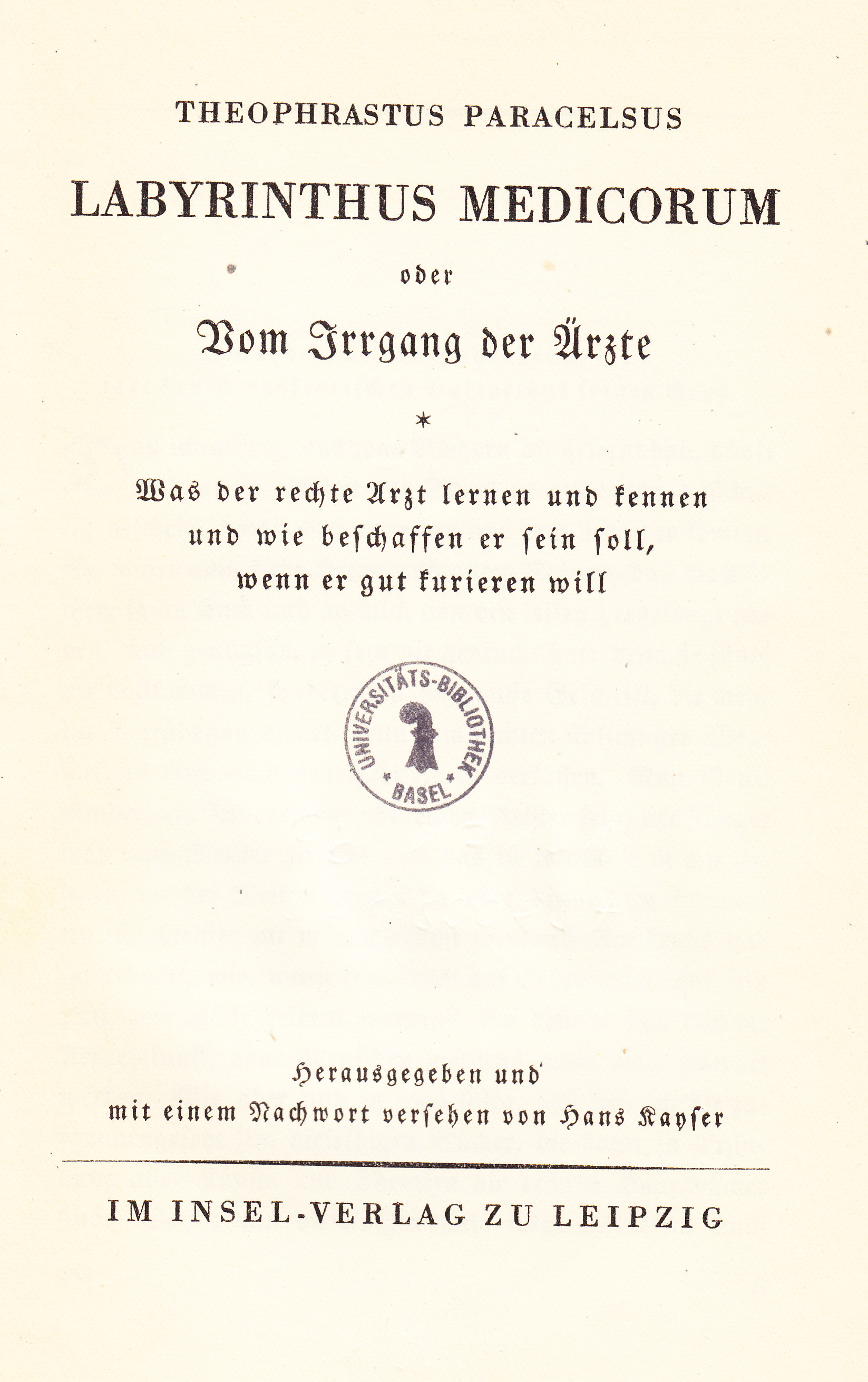
Labyrinthus medicorum oder
Vom Irrgang der Ärzte, Titelseite der Ausgabe Leipzig 1924

Von Paracelsus, der Stotterer war, ist ein umfangreiches Werk medizinischen, astrologischen, philosophischen und theologischen Inhalts überliefert, neben vollständigen Schriften auch viel Unfertiges und Unvollständiges (oft ist aber nicht klar, ob er das Fehlende je niedergeschrieben hat). Die Titel sind meist lateinisch, die Texte aber fast durchwegs deutsch. Zu Lebzeiten hat Paracelsus nur wenig drucken lassen können. Eigenhändige Manuskripte von ihm sind heute nicht mehr vorhanden, sie lagen aber manchen alten Ausgaben zu Grunde. Es gibt auch unechte, das heißt von anderen unter seinem Namen publizierte Schriften, bei einigen ist bis heute nicht geklärt, ob sie doch echt oder Bearbeitungen echter Texte sind.
Originalausgaben
Neben mehreren Almanachen und prognostischen Schriften erschienen zu Lebzeiten des Paracelsus:
- Intimatio. Basel 1527 (Einladung und Programm zu den Vorlesungen; der Text ist erhalten, aber kein Exemplar des originalen Druckes überliefert).
- Vom Holtz Guaiaco gründlicher heylung. Friedrich Peypus, Nürnberg 1529.
- Paragranum. [1529/1530 entstanden]. In: Johann Huser (Hrsg.): Paracelsus, Bücher und Schrifften. Band 2. C. Waldkirch, Basel 1589.
- Von der Frantzösischen kranckheit Drey Bücher. Friderich Peypus, Nürnberg 1530.
- Von dem Bad Pfeffers in Oberschwytz gelegen … (Christoph Froschauer, Zürich) 1535.
- Große Wundarznei:
  - Der grossenn Wundartzney das erst buch. Hans Varnier, Ulm 1536; Heinrich Steiner, Augsburg 1536 (Der Inhalt der Ulmer und der Augsburger Ausgabe ist nicht durchwegs identisch).
  - Der grossenn Wundartzney das ander buch. Heinrich Steiner, Augsburg 1536.
- Labyrinthus medicorum errantium. 1538.

postum
Nach dem Tod des Paracelsus erschienen von 1549 an zahlreiche seiner Schriften einzeln und in größeren und kleineren Sammlungen, zuweilen dasselbe Werk auf voneinander abweichenden Vorlagen beruhend, etwa in Basel 1585 (verlegt bei Waldkirch) Chirurgia. Wahrhaftige Beschreibung der Wundarzney. Zahlreiche Schriften des Paracelsus gab Michael Toxites heraus. Grundlegend wurde schließlich die in Basel 1589 bis 1591 veröffentlichte zehnbändige Gesamtausgabe von Johann Huser. Für viele Werke enthält sie den besten, für einige den einzigen Text. Die theologischen Schriften blieben mit ganz wenigen Ausnahmen ungedruckt.
- De viribus membrorum spiritualium. Hrsg. von Michael Toxites. Straßburg 1572 (online).
- Gerhard Dorn: Aurora Thesaurusque Philosophorum Theophrasti Paracelsi. Accessit Gerardum Dorneum. Basel 1577.
- Johannes Huser (Hrsg.): Bücher und Schriften. 10 Teile. Konrad Waldkirch, Basel 1589–1590. («auss den Originalien und Theophrasti eigner Handschrift, soviel derselben zu bekommen gewesen, auffs trewlichst und fleissigst an tag geben»)
- Chirurgische Bücher und Schrifften. 1. Theil, worinnen gehandelt wird von der großen Wundarzney. Konrad Waldkirch, Basel 1591 (der erste von geplanten vier Bänden).
- Chirurgische Bücher und Schrifften des […] Philippi Theophrasti Bombast von Hohenheim, Paracelsi genannt. Durch Johannem Huserum Brisgoium. Lazarus Zetzner, Straßburg 1605 (die von Husner zur Edition vorbereiteten, aber von Waldkirch nicht mehr publizierten Texte).
- Chirurgia vulnerum. Hrsg. von Conrad Khunrath, Schleswig 1595 (nach gemischt lateinisch-deutschen Vorlesungsmitschriften; online).

Gesamtausgaben
Im 20. Jahrhundert wurde eine wissenschaftliche Gesamtausgabe begonnen. Sie ist bis heute unvollendet.
- Theophrast von Hohenheim gen[annt] Paracelsus: Sämtliche Werke, Abteilung 1: Medizinische, philosophische und naturwissenschaftliche Schriften, hrsg. von Karl Sudhoff. 14 Bände. Otto Wilhelm Barth, München, später R. Oldenbourg, München/Berlin 1922–1933[122] (grundlegend, genügt allerdings den heutigen editionswissenschaftlichen Ansprüchen nicht mehr).
- Martin Müller: Registerband zu Sudhoffs Paracelsus-Gesamtausgabe, hrsg. von Robert Blaser. Josef und Karl Eberle, Einsiedeln 1960 (Da die zu Grunde liegenden Zettel im 2. Weltkrieg beschädigt wurden, weist dieses Register größere, nicht erkennbare Lücken auf).
- Elke Bußler: Register zu Sudhoffs Paracelsus-Ausgabe. Allgemeines und Spezialregister: Personen, Orte, Pflanzen, Rezepte, Verweise auf eigene Werke. De Woudezel, Ossendrecht 2018, ISBN 978-90-821760-1-8.
- Sämtliche Werke, Abteilung 2: Theologische und religionsphilosophische Schriften, hrsg. von Kurt Goldammer. Band 2–5 und Supplement. Franz Steiner, Wiesbaden 1965–1973.[123] (Band 1, hrsg. von Wilhelm Matthiessen, war schon 1923 erschienen; er ist mangelhaft und heute überholt.[124])
- Kurt Goldammer: Register (Indices) zu den Bänden IV-VII (Auslegungen zum Alten Testament). Franz Steiner, Stuttgart 1995.
- Neue Paracelsus-Edition, hrsg. von Urs Leo Gantenbein. De Gruyter, Berlin et al. 2008 ff. (Von den vorläufig geplanten 8 Bänden ist bisher erschienen: Theologische Werke. Band 1: Vita beata, Vom glückseligen Leben. De Gruyter, Berlin et al. 2008).

Modernisierte Werkausgaben
Umfangreiche, sprachlich modernisierte Werkausgaben sind:
- Sämtliche Werke. Nach der 10bändigen Huserschen Gesamtausgabe zum ersten Mal in neuzeitliches Deutsch übersetzt von Bernhard Aschner. 4 Bände. Gustav Fischer, Jena 1928–1932.
- Sämtliche Werke in zeitgemässer kurzer Auswahl. Hrsg. von Josef Strebel. 8 Bände. Zollikofer, St. Gallen 1944–1949.
- Werke, besorgt von Will-Erich Peuckert. 5 Bände. Schwabe, Basel und Wissenschaftliche Buchgesellschaft, Darmstadt 1965–1968 („Studienausgabe“ mit modernisiertem, aber ungekürztem Text; enthält auch „die wichtigsten pseudoparacelsistischen Schriften“[125]).

Modernisierte Einzelausgaben
Zudem gibt es zahlreiche, oft sprachlich modernisierte Ausgaben von einzelnen Schriften, unter vielen anderen:
- Labyrinthus medicorum oder Vom Irrgang der Ärzte. Hrsg. von Hans Kayser. Insel-Verlag, Leipzig 1924 (= Insel-Buecherei. Band 366).
- Die Kärntner Schriften, besorgt von Kurt Goldammer. Amt der Kärntner Landesregierung, Klagenfurt 1955.
- Liber de nymphis, sylphis, pygmaeis et salamandris et de caeteris spiritibus. Hrsg. von Robert Blaser (= Altdeutsche Übungstexte. Band 16). A. Francke, Bern 1960.
- Das Buch der Erkanntnus, aus der Handschrift mit einer Einleitung herausgegeben von Kurt Goldammer (= Texte des späten Mittelalters und der frühen Neuzeit. Heft 18). Erich Schmidt, Berlin 1964.
- Das medizinische Consilium des Paracelsus für Abt Johann Jakob Russinger von Pfäfers 1535. Neu-Edition und Kommentar. Hrsg. von Willem F. Daems und Werner Vogler. Schweizerische Paracelsus-Gesellschaft, Einsiedeln 1986 (mit Reproduktion der Handschrift).
- Vonn dem Bad Pfeffers in Oberschwytz gelegen. Eingeleitet und übersetzt von Gunhild Pörksen. Stiftung Altes Bad Pfäfers, Pfäfers 1993 (mit Faksimile des Druckes von Christoph Froschauer, Zürich 1535).
- Septem Defensiones. Die Selbstverteidigung eines Aussenseiters. Übertragung und Einführung von Gunhild Pörksen mit einem Reprint der Ausgabe Basel 1589. Schwabe, Basel 2003, ISBN 3-7965-1988-1.
- Der Komet im Hochgebirg von 1531, hrsg. von Urs Leo Gantenbein, Pia Holenstein Weidmann. Chronos, Zürich 2006, ISBN 978-3-0340-0794-8 (mit Faksimile des Druckes von Christoph Froschauer, Zürich 1531, und Leseübersetzung).
- Essential Theoretical Writings. Edited and translated with a Commentary and Introduction by Andrew Weeks (= Aries Book Series, Editor Wouter J. Hanegraaff, Volume 5). Brill, Leiden/Boston 2008, ISBN 978-90-04-15756-9. PDF bei selfdefinition.org
- Von der Bergsucht und anderen Bergkrankheiten. Herausgegeben von Irmgard Müller. Springer, Berlin et al. 2013, ISBN 978-3-642-41593-7.

Alte Ausgaben im Originaltext
- Wundt unnd Leibartznei. Frankfurt am Main 1549 (Christian Egenolff); 1555 (Christian Egenolff); 1561 (Chr. Egenolff Erben). – Mit einer „lullifizierten“ Kurzfassung der Consideratio von Johannes de Rupescissa in deutscher Sprache.
- Baderbuechlin. Sechs koestliche Tractat […]. Peter Schmid, Mülhausen 1562.
- Kärntner Chronik des Paracelsus. (Verfasst 1538). 1564.
- Archidoxen:
  - Johannes Albertus: Archidoxorum Theophrasitiae pars prima. Novem libri de mysteriis naturae Theophrasti Bombast d. Hohenhaimensis […]. München 1570 (Digitalisat)
  - Archidoxa D. Philippi Theophrasti Paracelsi von Hohenhaim, zwölff Bücher, darin alle gehaimnüß der natur eröffnet, wie die zu anfang des ersten Buchs nach ordnung verzeichnet. Adam Berg, München 1570.
- Von der Wundartzney: Ph. Theophrasti von Hohenheim, beyder Artzney Doctoris, 4 Bücher. (Peter Perna), 1577.
- Kleine Wundartzney. Basel (Peter Perna) 1579; Straßburg (Ledertz) 1608.
- Opus Chirurgicum, Bodenstein. Basel, 1581.
- Opera medico-chimica sive paradoxa […]. Frankfurt 1605.
- Opera omnia medico-chemico-chirurgica. Band 3. Genf 1658.
- Philosophia magna, tractus aliquot. Köln 1567.
- Philosophiae et Medicinae utriusque compendium. Basel, 1568.
- Liber de nymphis, sylphis, pygmaeis et salamandris et de caeteris spiritibus. Basel 1590.

## Film
- Paracelsus, Spielfilm von Georg Wilhelm Pabst (1942)
- Paracelsus – Ein Landschaftsessay, Kinodokumentarfilm von Erich Langjahr (2021)

## Belletristik
- Erwin Guido Kolbenheyer: Paracelsus. 3 Bände. G. Müller, München 1927–1928.
- Rosemarie Schuder: Paracelsus und Der Garten der Lüste. Rütten & Loening, Berlin 1976.
- Hans Karcher: Paracelsus, Stadtarzt von Basel, und Vesal. In: Basler Jahrbuch 1942. S. 7–16.